# Toboggan aquatique
 (octobre 2015).
- Si vous ne connaissez pas le sujet, laissez ce bandeau (vous pouvez alors contacter les auteurs).
- Si vous supprimez le contenu mis en cause (vous pouvez préalablement contacter les auteurs),

argumentez précisément cette suppression dans la page de discussion
(un manque de référence n'est pas un argument ; une recherche réelle de référence doit avoir été effectuée, être formellement documentée).
 (octobre 2015).
Si vous disposez d'ouvrages ou d'articles de référence ou si vous connaissez des sites web de qualité traitant du thème abordé ici, merci de compléter l'article en donnant les références utiles à sa vérifiabilité et en les liant à la section « Notes et références ».

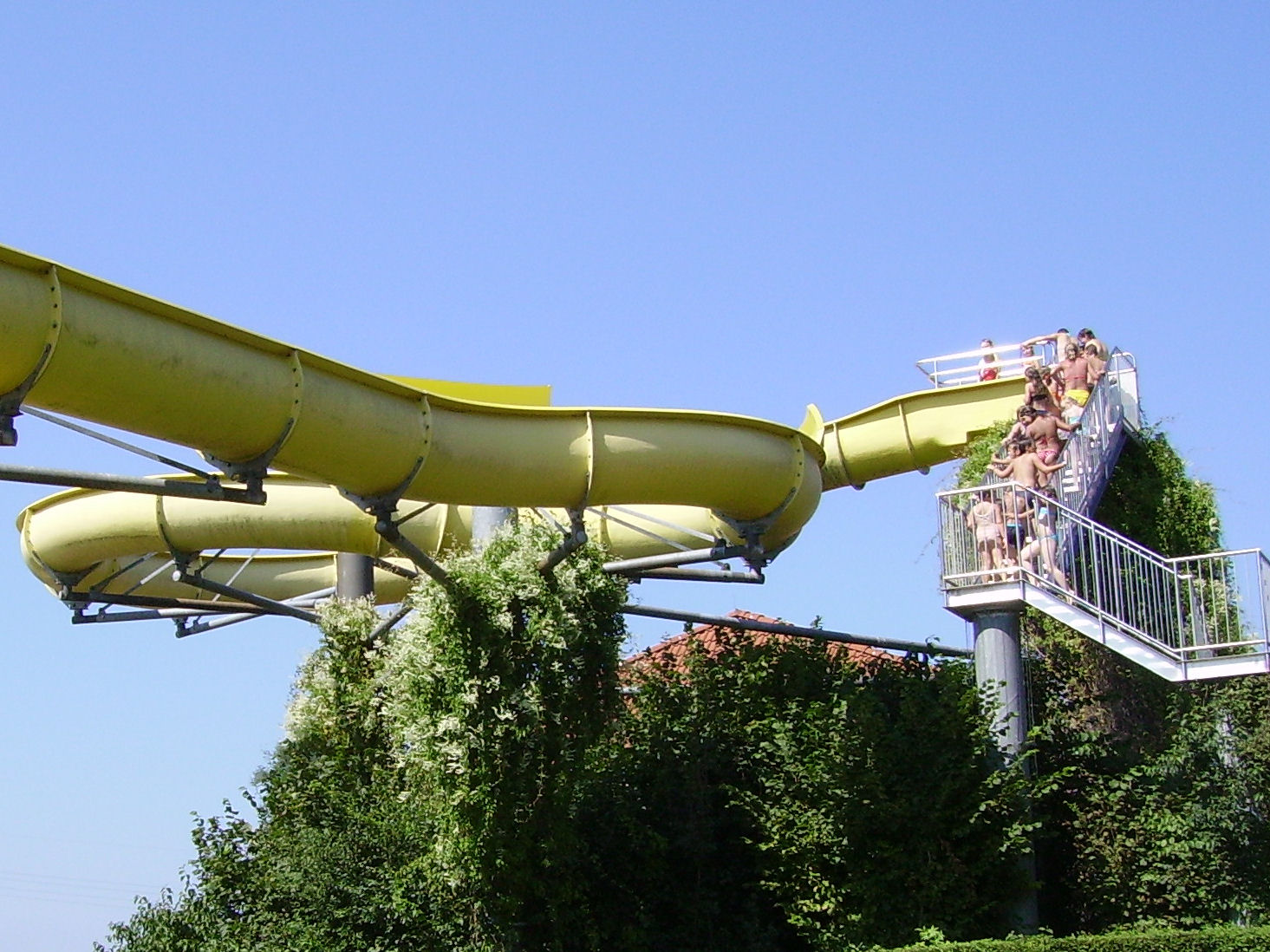
Toboggan aquatique à gouttière en Allemagne.

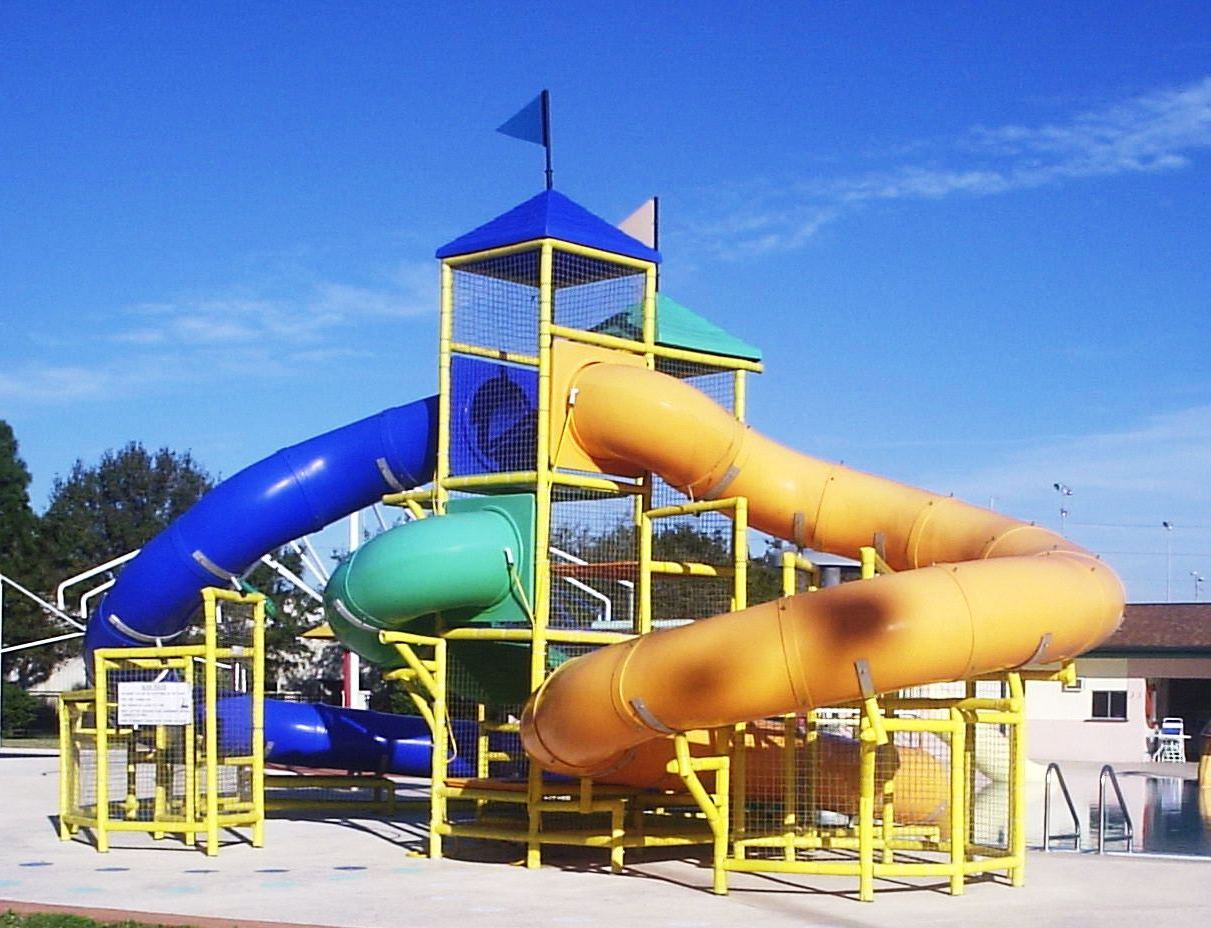
Toboggans aquatiques tubulaires en Floride.

Un toboggan aquatique, ou glissade d'eau au Québec, est un type de toboggan, situé le plus souvent dans un parc aquatique, voire une piscine, plage ou parc de loisirs, et dont la forme est conçue pour être utilisée avec de l'eau. 
Le parcours est constamment alimenté par un système de pompe recyclant l'eau, permettant de simplement humidifier la surface ou de créer un réel courant. Les passagers peuvent l'utiliser comme un toboggan classique, ou avec des éléments servant d'embarcations (bouées, canots, tapis, etc.). Les frottements sont réduits par aquaplanage grâce à la poussée de l'eau améliorant les accélérations, mais pouvant à l'inverse effectuer un freinage à grande vitesse.
Afin d'assurer un intervalle de sécurité entre les départs de chaque passager ou bouée, le signal du départ est donné, soit par un feu passant du rouge au vert toutes les 30 secondes environ, soit par un moniteur ou une monitrice donnant un bip de sifflet ou lançant la bouée. Un autre moniteur peut aussi surveiller la réception pour une bonne évacuation. L'arrivée s'effectue dans un bassin ou une plate-forme de freinage plate et droite, celle-ci étant de plus en plus utilisée pour éviter les risques d'accident par noyade. 

## Types de support
La descente peut s'effectuer soit directement en individuel sans support, soit sur un support pneumatique, bouée ou canot à une ou plusieurs personnes. 

### Descente individuelle
Cette descente est la plus simple, la personne glissant directement elle-même sur le parcours.
L'arrivée du toboggan est soit plane, soit située à une certaine hauteur de l'eau, se concluant pour certains toboggans par un saut en piqué parfois profond similaire en plus inattendu à celui effectué depuis le plongeoir d'une piscine.

### Descente sur une bouée ou un canot

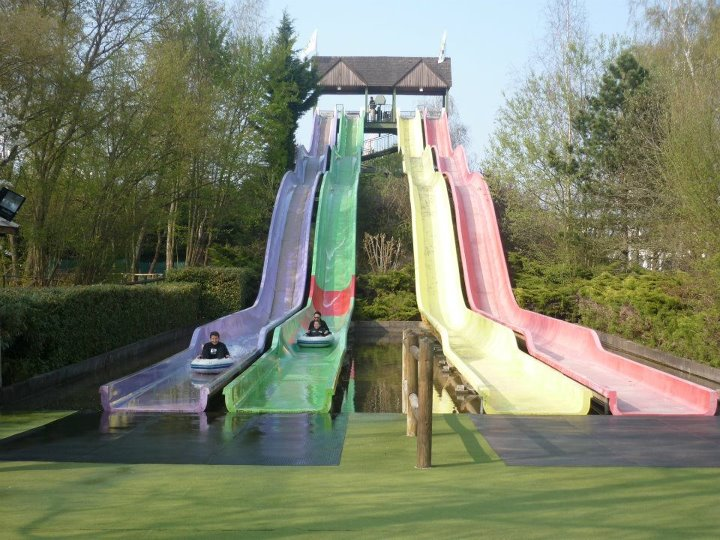
Toboggan aquatique multi-pistes à Walygator Parc de Van Egdom.

Une grande partie des toboggans sont conçus pour être descendus sur une bouée, voire canot pneumatique.
L'ensemble des nacelles de tailles et formes différentes est entreposé en bas de chaque toboggan correspondant et nécessite d'être porté par la ou les personnes durant la montée au sommet.
Les bouées peuvent être de formes diverses simples, doubles ou triples allongées, ainsi que les canots, pouvant contenir selon leurs taille et forme différentes adaptées au profil du toboggan, de un à 8 passagers.
Sur certains toboggans multipistes, les supports individuels sont sous forme d'un matelas pneumatique sur lequel la descente s'effectue à plat ventre, tête en avant.
Les sensations sont différentes, souvent même plus fortes dues au meilleur glissement sur l'eau et le fait d'être à plusieurs, mais évitant de boire la tasse, sans plongeon à l'arrivée.
Sur les bouées rondes notamment, il est fréquent de tourner sur soi-même et se retrouver en marche arrière durant les virages et aléas du parcours.

## Types de parcours
Chaque toboggan peut être rectiligne ou jalonné de plusieurs bosses et sinuosités possédant un tracé étudié pour accentuer les accélérations verticales. Comme pour une attraction, ils peuvent être équipés de dispositifs se déclenchant par surprise au passage des personnes : brumisation, lumière laser dans le tube, etc.
Aux sensations de la descente elle-même, se rajoutent souvent celles des changements de pente ou bosses inattendus, ou des virages qui s'ensuivent de grands balancements de part et d'autre de la gouttière ou du tube, ainsi que l'éventuelle arrivée par un plongeon.
Selon leurs tracés, ces toboggans peuvent s'avérer aussi doux et familiaux qu'intenses et rapides. Pour des raisons de sécurité, les toboggans sans bouée sont généralement utilisés en position allongée sur le dos, les pieds vers l'avant, avec éventuellement les bras croisés sur le torse.
Les toboggans, comme les bassins, peuvent être situés soit à l'intérieur du bâtiment, possédant l'avantage de pouvoir fonctionner en toutes saisons, soit totalement ou partiellement à l'extérieur, occasionnant des descentes plus agréables l'été.
Les moins pentus effectuent pour une même hauteur un parcours plus long, avec de nombreuses spirales et torsades, les plus rapides suivent une trajectoire plus directe.

### Toboggans ouverts

#### Les toboggans en gouttière
Ils sont semi-ouverts sur l'extérieur, rappelant la forme d'une gouttière de bobsleigh.

#### Les toboggans multi-pistes parallèles
Formés de 4 à 8 pistes parallèles permettant éventuellement d'effectuer la course entre amis ou famille, ils sont ouverts et droits (semblables à l'illustration ci-joint), en possédant une pente d'environ 30° avec plusieurs creux et bosses successifs, étant analogues en forme à ceux avec ou sans eau, que l'on retrouve dans les parcs d'attractions ou fêtes foraines.

### Toboggans tubulaires
Ces toboggans prennent la forme de tubes, comme leur nom l'indique. Ils peuvent également se présenter sous forme de demi-tubes, ou encore, alterner les deux éléments durant le parcours. Ces toboggans ont la particularité de pouvoir aisément accueillir plusieurs courbes, et ce sans risque de voir les personnes passer par-dessus les glissières. 
Ils possèdent également l'avantage de pouvoir être utilisés en toute saison s'ils passent par l'extérieur (ce dont le passager ne s'aperçoit souvent pas, sauf si la paroi est totalement translucide), en étant protégés du froid et des intempéries.

#### Les toboggans dans l'obscurité
Pour procurer des sensations supplémentaires et différentes d'effets de surprise de pentes et virages inattendus, certains toboggans tubulaires sont totalement opaques, comme c'est le cas par exemple de l'impressionnant El Tifon à PortAventura Caribe Aquatic Park, ou du Toboggan noir (sur bouées) à l'Aquaparc du Bouveret.
L'un des plus longs toboggans de ce style, quoique familial, Magic Eye du parc Galaxy Erding aquapark de Erding en Allemagne, est de 356 mètres de longueur.

### Autres variantes de toboggans
De nouveaux types de toboggans sont créés au fil des années et des idées innovantes des constructeurs, tels notamment :
- Les toboggans en « entonnoir » (intégraux ou après élan sur une pente classique), sur la paroi duquel la personne se met à tourner et finit par chuter par l'embouchure, menant soit à la suite du parcours, soit à un plongeon final dans l'eau, comme la « chute 2 G » de l'Aquaparc.
- Les toboggans en U incurvé sur une bouée, etc.
- Les Lazy River ou « rivières paresseuses », les Torrent River et Wave River, peuvent être également classifiés comme attractions sur bouées associées aux toboggans, bien qu'il s'agisse cette fois d'un circuit progressif en boucle fermée

### Les structures pour enfants
Elles sont composées de tout un ensemble de petits toboggans de différentes tailles partant d'une structure commune représentée par un genre de bateau Pirate, avec quelques effets de surprise, comme un récipient d'eau qui se remplit puis bascule en se vidant subitement sur les passagers, etc.

### Les toboggans extrêmes

#### Départ traditionnel

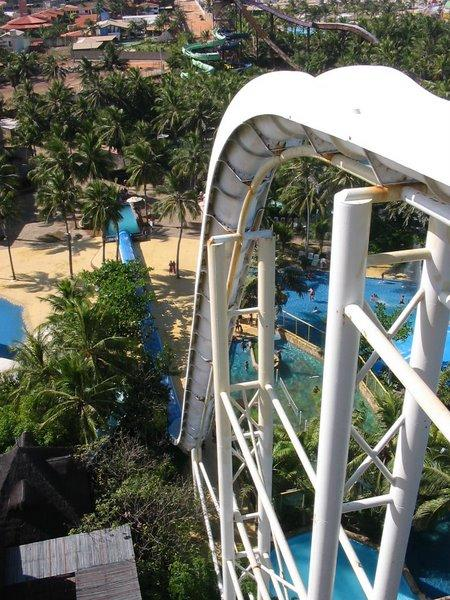
Toboggan aquatique à Beach Park, au Brésil, haut de 41 mètres.

Le but de ces toboggans est de faire prendre le plus de vitesse possible. Le parcours est long et droit, la première partie très inclinée fait prendre un maximum de vitesse occasionnant un airtime de 3 à 4 secondes et la partie finale, à l'horizontale permet progressivement de ralentir. Le toboggan de ce type le plus long au monde est Summit Plummet, il se trouve dans le parc aquatique Disney's Blizzard Beach, rattaché au complexe Walt Disney World Resort, en Floride. 
Un nouveau toboggan aquatique extrême a été inauguré en juillet 2014. Il s'agit du Verrückt pour « Fou » en Allemand[Quoi ?], devenu le plus haut et rapide toboggan aquatique au monde avec un départ à l'équivalent de 17 étages de haut, soit 51 mètres et une vitesse de plus de 100 km/h. Il se situe dans le parc aquatique Schlitterbahn à Kansas City (Missouri).
En Europe, parmi les toboggans aquatiques les plus vertigineux :
- Captain' Spacemaker (2014), au parc Aqualandia proche de Venise, fait chuter depuis une hauteur de 42 mètres, sur des canots pneumatiques contenant 3 ou 4 passagers. Il côtoie un second toboggan à canots 2 personnes de 33 mètres, Scary Falls, divisé en deux descentes, mais cette fois dans l'obscurité[6].
- King Khajuna (2013), de 31 mètres, en descente individuelle au parc PortAventura Caribe Aquatic Park[7].

#### Départ sur une trappe (Rocket ou AquaRocket)

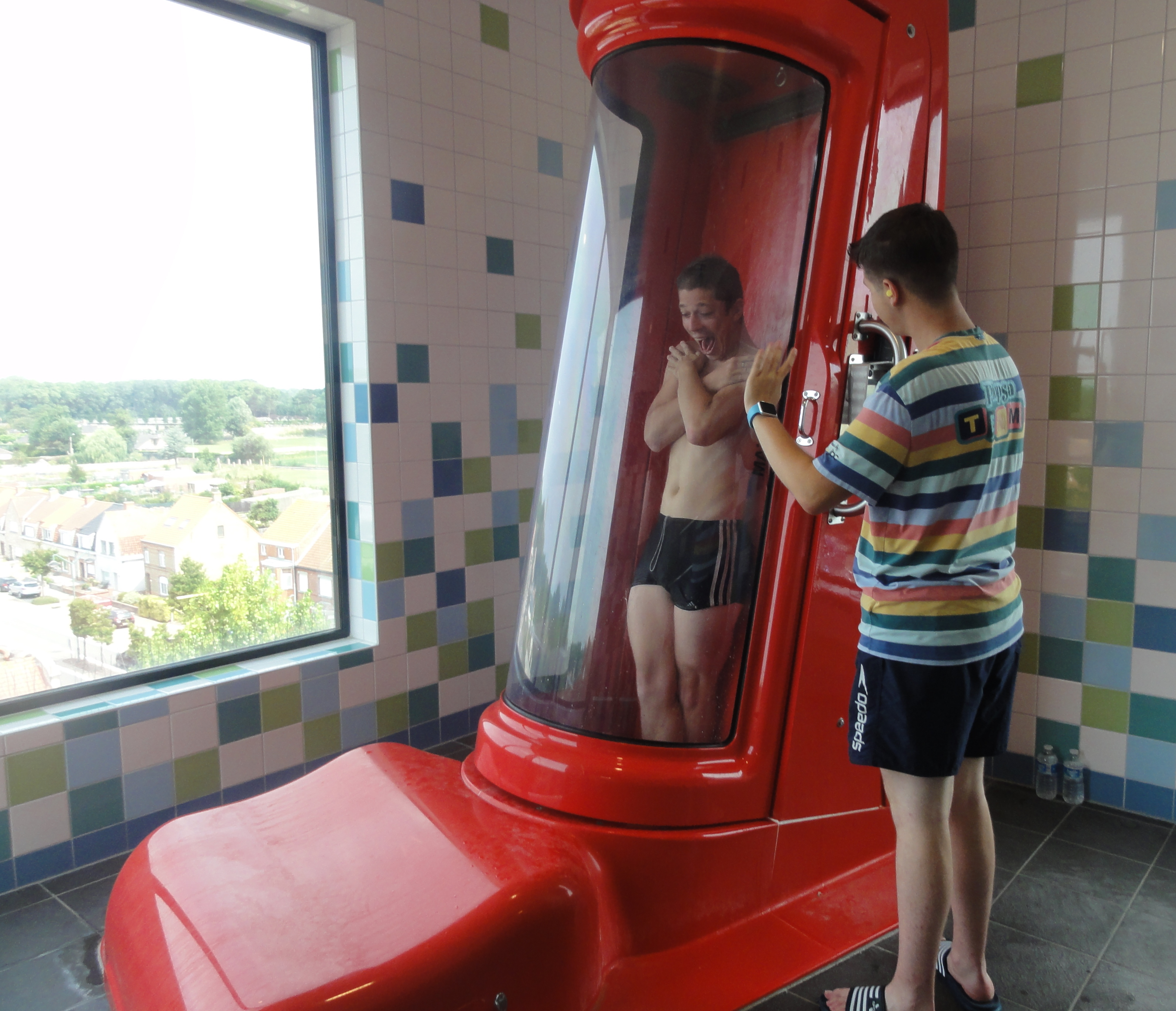
Sky Drop, à Plopsaqua.

Le départ du toboggan, tubulaire, est une cabine étroite en plexiglas inclinée à 80°, dans laquelle le passager s'installe, debout sur une trappe. Depuis l'extérieur, l'opérateur appuie sur une touche faisant basculer la trappe, et le passager chute depuis une hauteur de 20 à 25 mètres. Le passager peut également de lui même activer l'ouverture de la trappe depuis l'intérieur de la cabine dans certains modèles. La plupart des parcours se poursuivent par un looping incliné rendu possible par la vitesse importante acquise au démarrage. Le parcours est extrêmement rapide et sinueux, procurant souvent un deuxième airtime à mi-chemin.
Les premiers toboggans à trappe furent créés vers 2010. On en trouve à présent dans plusieurs pays comme notamment :
- Aqualoop, au parc Aqua’Ardèche à Villeneuve de Berg[8]
- Booster Loop, à l'Aquaparc du Bouveret en Suisse[9]
- Sky Drop, au parc Plopsaqua, sur le site de Plopsaland, situé à La Panne en Belgique[10]
- Bombs Away, au parc Raging Waters, situé à San Jose (Californie)[11]
- AquaRocket au parc EuropaBad de Karlsruhe en Allemagne
- Rocket au parc Aqualagon du Villages Nature près de Paris.
- Deux exemplaires à Rulantica à Europa-Park en Allemagne
- AquaRocket à l'aquamundo du center parcs Park allgau en Allemagne.

#### Les plus longs
En 2019, le toboggan aquatique le plus long du monde mesure 1 111 mètres. Il se trouve en Malaisie sur l'île de Penang dans le parc d'attraction Espace. Le toboggan serpente le long d’une colline à travers la végétation et la descente comporte 20 virages et 5 loopings sur 70 mètres de dénivelé, et dure environ quatre minutes et demie. La vitesse moyenne est de 4,1 mètres par seconde, soit environ 15 km/h. Le créateur du toboggan et exploitant du parc d’attractions, Sim Choo Khen, a été récompensé par le Guinness Book des records.